# 伊巴特瓜拉
伊巴特瓜拉（葡萄牙語：Ibateguara）是巴西阿拉戈斯州的一个市镇。总面积261.28平方公里，总人口15046人，人口密度57.6人/平方公里。